# Eidos Montreal
Eidos Montreal — канадская студия по разработке компьютерных игр, одна из студий, принадлежащих компании Embracer Group.

## О студии
Студия была основана в 2007 году британской компанией Eidos Interactive. По словам основателя студии Стефана д’Асту, в отличие от других студий по разработке видеоигр, цикл разработки Eidos Montreal характеризуется меньшим размером команд (до 350 человек), которые занимаются проектами в течение продолжительного времени.
Первой игрой студии стала Deus Ex: Human Revolution, выпущенная в 2011 году. В 2009 году Eidos Montreal объявила о начале работ над четвёртой частью стелс-экшена Thief Игра вышла в феврале 2014 года на PlayStation 4, Xbox One, PlayStation 3, XBox 360 и PC.
В апреле 2009 года Eidos Interactive была куплена японским гигантом Square Enix и, после реорганизации, стала частью её европейского подразделения Square Enix Europe. Тем не менее, монреальское отделение компании сохранило своё название и продолжило выпускать игры под брендом Eidos. В студии работает 350 человек.
4 декабря 2014 года студия представила свой новый игровой движок — Dawn Engine, который является сильно модифицированным Glacier Engine 2. На Dawn Engine были выпущены игры Deus Ex: Mankind Divided (2016) и Marvel’s Guardians of the Galaxy (2021). В 2022 году студия отказалась от собственного движка в пользу Unreal Engine 5.
Eidos Montreal тесно работала с другими студиями разработки Square Enix. Так, совместно с Crystal Dynamics были выпущены игры Rise of the Tomb Raider (2015), Shadow of the Tomb Raider (2018) и Marvel’s Avengers (2020).
2 мая 2022 года было объявлено о приобретении Embracer Group трёх студий (Crystal Dynamics, Eidos Montreal и Square Enix Montreal) и прав на несколько игровых серий у Square Enix (Tomb Raider, Deus Ex, Thief, Legacy of Kain и более 50 игр из каталога Square Enix Holdings). При этом Square Enix продолжит издавать часть своих игровых серий вроде Just Cause и Life is Strange. Общая сумма сделки составила 300 млн долларов. На момент совершения сделки студия Eidos Montreal работала над неанонсированными проектами на базе движка Unreal Engine 5.
В июне 2024 года был представлен трейлер Fable, над которой работают студии Playground Games и Eidos Montreal. Было объявлено, что игра выйдет в 2025 году на платформах Windows и Xbox Series X/S.

## Игры студии
| Год  | Название                                       | Платформа | Платформа | Платформа | Платформа | Платформа | Платформа | Платформа | Платформа | Платформа | Платформа |
| Год  | Название                                       | iOS       | And       | PS3       | PS4       | PS5       | Win       | X360      | XONE      | XSX       | Switch    |
| ---- | ---------------------------------------------- | --------- | --------- | --------- | --------- | --------- | --------- | --------- | --------- | --------- | --------- |
| 2011 | Deus Ex: Human Revolution                      | Нет       | Нет       | Да        | Нет       | Нет       | Да        | Да        | Да        | Да        | Нет       |
| 2013 | Tomb Raider (мультиплеер)                      | Нет       | Нет       | Да        | Да        | Нет       | Да        | Да        | Да        | Нет       | Нет       |
| 2014 | Deus Ex: The Fall                              | Да        | Да        | Нет       | Нет       | Нет       | Да        | Нет       | Нет       | Нет       | Нет       |
| 2014 | Thief                                          | Нет       | Нет       | Да        | Да        | Нет       | Да        | Да        | Да        | Нет       | Нет       |
| 2016 | Deus Ex: Mankind Divided                       | Нет       | Нет       | Нет       | Да        | Нет       | Да        | Нет       | Да        | Нет       | Нет       |
| 2018 | Shadow of the Tomb Raider                      | Нет       | Нет       | Нет       | Да        | Да        | Да        | Нет       | Да        | Да        | Нет       |
| 2020 | Marvel’s Avengers (дополнительный разработчик) | Нет       | Нет       | Нет       | Да        | Да        | Да        | Нет       | Да        | Да        | Нет       |
| 2021 | Marvel’s Guardians of the Galaxy               | Нет       | Нет       | Нет       | Да        | Да        | Да        | Нет       | Да        | Да        | Да        |
| 2026 | Fable                                          | Нет       | Нет       | Нет       | Нет       | Нет       | Да        | Нет       | Нет       | Да        | Нет       |